# فرگشت حشرات
برای درک فرگشت حشرات بایستی زیرشاخه‌های علوم را مطالعه کنیم. زیر شاخه‌های علوم عبارتند از: زیست‌شناسی مولکولی، مورفولوژی حشرات، دیرینه‌شناسی، طبقه‌بندی حشرات، فرگشت، جنین‌شناسی، بیوانفورماتیک و محاسبات علمی. تخمین زده می‌شود که طبقه حشرات حدود ۴۸۰ میلیون سال پیش در زمین سرچشمه گرفته‌اند، در اردوویچ، تقریباً در همان بود که زمان گیاهان زمینی نیز ظاهر شدند.

## فسیل‌ها

### حفظ و نگه داری
به دلیل اسکلت خارجی حشرات، تاریخچه فسیل آنها کاملاً به حفظ نوع نگه داری وابسته نیست و در بسیاری از جانداران دارای جرم نرم است. با این حال، با توجه به کوچک بودن ابعاد و ایجاد نور، حشرات فسیل خاصی را به جای نگذاشته‌اند.

### فسیل‌های حشرات آب شیرین و دریایی
بستر مناسب و مشترک در میان بیشتر ذخایر حشرات فسیلی و گیاهان زمینی، محیط دریاچه است. آن حشرات حفظ شده یا در دریاچه فسیلی (خودمختار) زندگی می‌کرده‌اند یا از طریق زیستگاه‌های اطراف توسط باد، جریان‌های رودها، یا اینکه خود حشره پرواز کرده و (تخصیص یافته) به داخل آن محیط وارد می‌شدند.

### فشرده سازی، برداشت‌ها و کانی سازی
روش‌های مختلفی وجود دارند که تحت آن شرایط حشرات می‌توانند تبدیل به فسیل شده و حفظ گردد. از جمله این روش‌ها می‌توان به فشرده سازی و برداشت، بتن ریزی، تکثیر مواد معدنی، زغال سنگ (ذوب شده) باقی مانده اشاره کرد و در این حالات اثری از آنها به جای مانده‌است.

### تاریخ فرگشتی
سابقه فسیل حشرات به حدود ۴۰۰ میلیون سال پیش بر می‌گردد، در حالی که پتریگوتوس‌ها (حشرات بالدار) در دورهٔ زغالزا یا کربونیفر تحت اشعه و تابش شدید قرار گرفتند.

## فیلوژنی
در نوامبر ۲۰۱۴ گزارشی به‌طور واضح و نامبهم حشرات را با گوش‌پایان در یک کلاد قرار می‌دهد. این مطالعه، فیلوژنی حشرات را از کلیه دستورها حشرات موجود تحلیل و تجزیه کرده و «یک ستون فقرات فیلوژنتیک قوی و تخمین زمان موثق از فرگشت حشرات» را فراهم می‌کند.

### روابط فرگشتی
حشرات، طعمه انواع موجودات زنده از جمله مهره‌داران زمینی هستند. اولین مهره دارهای روی زمین ۳۵۰ میلیون سال پیش وجود داشته و به عنوان بزرگ‌ترین ماهی خوارهای دوزیست وجود داشته‌اند که از طریق تغییر تدریجی فرگشتی، رژیم بعدی آنها تبدیل به حشره خواری گردید.

### طبقه‌بندی
سامانه‌شناسی سنتی معمولاً جانوران شش پا را مبتنی بر شکل ظاهری و مورفولوژی به شکل سوپرکلاس رتبه‌بندی کرده‌است و چهار گروه درون آن را شناسایی کرده‌است که شامل حشرات (Ectognatha)، دم فنری‌ها (Collembola)، سر قیفی‌ها و دودنبی‌ها می‌شود. سه گروه آخر بر اساس قسمت داخلی دهان در گروه درون‌آروارگان قرار می‌گیرند.

### شواهد اولیه
قدیمی‌ترین فسیل حشره معتبر، فسیل راینیوناثا هیرستی است که از دوره دوونین به جای مانده‌است، که قدمت آن حدود ۳۹۶–۴۰۷ میلیون سال تخمین زده می‌شود. این گونه قبلاً فک پایین دایکندیایی داشته با ویژگی مرتبط با حشرات بالدار؛ بنابراین نشان می‌دهد که بال ممکن است در این زمان فرگشت یافته باشد؛ بنابراین، اولین حشرات احتمالاً قبل تر از آن ظاهر شده‌اند، یا به عبارتی دیگر در دوره سیلورین ظاهر شدند.

### مبدأ پرواز حشرات
منشأ پرواز حشرات مبهم است، زیرا به نظر می‌رسد که اولین حشرات بالدار که در حال حاضر شناخته می‌شوند دارای یک آرد پرواز هستند. برخی از حشرات در حال انقراض (به عنوان مثال Palaeodictyoptera) یک جفت بال اضافی متصل به بخش اول قفسه سینه داشته و جمعاً سه جفت بال داشتند.

## چرخه زندگی

### حشره یک روزه
یکی دیگر از خصوصیات ابتدایی حشره‌های یک روزه سابیماگو (subimago) است. هیچ حشره دیگری این مرحله بالدار و نابالغ جنسی را ندارد. برخی از گونه‌های تخصصی دارای ماده بدون سابیماگو هستند، اما در نرها سابیماگو حفظ شده‌است.

### اجداد دور
چرخه زندگی اجداد پیشین حشرات پرنده، اولین گونه‌های بالدار، دگردیسی نداشت و تفاوت زیادی بین دوره قبل و بلوغ و بعد بلوغ وجود نداشت.